# Ryan O'Reilly (hockey sur glace)
Pour les articles homonymes, voir Ryan O'Reilly.
Ryan O'Reilly (né le 7 février 1991 à Clinton dans la province de l'Ontario au Canada) est un joueur professionnel canadien de hockey sur glace qui évolue au poste de centre.

## Biographie

### Carrière en club
Cet attaquant joue en junior avec les Otters d'Érié où il gagne le trophée Jack-Ferguson en 2007. Il est choisi en 2009 au cours du repêchage d'entrée dans la Ligue nationale de hockey par l'Avalanche du Colorado au 2e tour, en 33e position. Il joue sa première saison dans la LNH en 2009-2010, l'année suivant son repêchage.
Le 26 juin 2015, il est échangé aux Sabres de Buffalo en compagnie de Jamie McGinn contre Mikhaïl Grigorenko, Nikita Zadorov, J.T. Compher et un choix de deuxième tour au repêchage de 2015. Le 2 juillet, il signe une entente de sept ans d'une valeur de 52,5 millions de dollars avec sa nouvelle équipe. Le 1er juillet 2018, il est échangé aux Blues de Saint-Louis en retour de Patrik Berglund, Vladimir Sobotka, Tage Thompson ainsi qu'un choix de 1er tour en 2019 et d'un choix de 2e tour en 2021. 
Le 12 juin 2019, Ryan O'Reilly gagne la Coupe Stanley avec les Blues contre les Bruins de Boston et remporte le trophée Conn-Smythe remis au meilleur joueur des séries éliminatoires. En décembre 2020, il devient le 23e capitaine des Blues de Saint-Louis. 
Le 17 février 2023, il est échangé aux Maple Leafs de Toronto dans une transaction à trois équipes impliquant le Wild du Minnesota et les Blues de Saint-Louis.

### Carrière internationale
Il représente le Canada au niveau international. Il prend part aux sélections jeunes.

## Parenté dans le hockey
Il est le frère de Cal O'Reilly.

## Statistiques

### Statistiques en club
| Saison     | Équipe                   | Ligue      |       | Saison régulière | Saison régulière | Saison régulière | Saison régulière | Saison régulière |    | Séries éliminatoires | Séries éliminatoires | Séries éliminatoires | Séries éliminatoires | Séries éliminatoires |
| Saison     | Équipe                   | Ligue      | PJ    | B                | A                | Pts              | Pun              | PJ               | B  | A                    | Pts                  | Pun                  |                      |                      |
| 2006-2007  | Canadiens Jr. de Toronto | OPJHL      | 1     | 1                | 0                | 1                | 0                | -                | -  | -                    | -                    | -                    |                      |                      |
| 2007-2008  | Otters d'Érié            | LHO        | 61    | 19               | 33               | 52               | 14               | -                | -  | -                    | -                    | -                    |                      |                      |
| 2008-2009  | Otters d'Érié            | LHO        | 68    | 16               | 50               | 66               | 26               | 5                | 0  | 5                    | 5                    | 2                    |                      |                      |
| 2009-2010  | Avalanche du Colorado    | LNH        | 81    | 8                | 18               | 26               | 18               | 6                | 1  | 0                    | 1                    | 2                    |                      |                      |
| 2010-2011  | Avalanche du Colorado    | LNH        | 74    | 13               | 13               | 26               | 16               | -                | -  | -                    | -                    | -                    |                      |                      |
| 2011-2012  | Avalanche du Colorado    | LNH        | 81    | 18               | 37               | 55               | 12               | -                | -  | -                    | -                    | -                    |                      |                      |
| 2012-2013  | Metallourg Magnitogorsk  | KHL        | 12    | 5                | 5                | 10               | 2                | -                | -  | -                    | -                    | -                    |                      |                      |
| 2012-2013  | Avalanche du Colorado    | LNH        | 29    | 6                | 14               | 20               | 4                | -                | -  | -                    | -                    | -                    |                      |                      |
| 2013-2014  | Avalanche du Colorado    | LNH        | 80    | 28               | 36               | 64               | 2                | 7                | 2  | 4                    | 6                    | 0                    |                      |                      |
| 2014-2015  | Avalanche du Colorado    | LNH        | 82    | 17               | 38               | 55               | 12               | -                | -  | -                    | -                    | -                    |                      |                      |
| 2015-2016  | Sabres de Buffalo        | LNH        | 71    | 21               | 39               | 60               | 8                | -                | -  | -                    | -                    | -                    |                      |                      |
| 2016-2017  | Sabres de Buffalo        | LNH        | 72    | 20               | 35               | 55               | 10               | -                | -  | -                    | -                    | -                    |                      |                      |
| 2017-2018  | Sabres de Buffalo        | LNH        | 81    | 24               | 37               | 61               | 2                | -                | -  | -                    | -                    | -                    |                      |                      |
| 2018-2019  | Blues de Saint-Louis     | LNH        | 82    | 28               | 49               | 77               | 12               | 26               | 8  | 15                   | 23                   | 4                    |                      |                      |
| 2019-2020  | Blues de Saint-Louis     | LNH        | 71    | 12               | 49               | 61               | 10               | 9                | 4  | 7                    | 11                   | 0                    |                      |                      |
| 2020-2021  | Blues de Saint-Louis     | LNH        | 56    | 24               | 30               | 54               | 18               | 4                | 0  | 3                    | 3                    | 2                    |                      |                      |
| 2021-2022  | Blues de Saint-Louis     | LNH        | 78    | 21               | 37               | 58               | 12               | 12               | 7  | 5                    | 12                   | 2                    |                      |                      |
| 2022-2023  | Blues de Saint-Louis     | LNH        | 40    | 12               | 7                | 19               | 10               | -                | -  | -                    | -                    | -                    |                      |                      |
| 2022-2023  | Maple Leafs de Toronto   | LNH        | 13    | 4                | 7                | 11               | 6                | 11               | 3  | 6                    | 9                    | 5                    |                      |                      |
| 2023-2024  | Predators de Nashville   | LNH        | 82    | 26               | 43               | 69               | 18               | 6                | 1  | 1                    | 2                    | 0                    |                      |                      |
| Totaux LNH | Totaux LNH               | Totaux LNH | 1 073 | 282              | 489              | 771              | 170              | 81               | 26 | 41                   | 67                   | 15                   |                      |                      |

### Statistiques en équipe nationale
| Année | Équipe     | Évènement                    |    | PJ | B | A  | Pts | Pun | +/-               |  | Résultat |
| 2009  | Canada U18 | Championnat du monde -18 ans | 6  | 2  | 3 | 5  | 0   |     | 4e place          |  |          |
| 2012  | Canada     | Championnat du monde         | 7  | 2  | 2 | 4  | 4   | +3  | 5e place          |  |          |
| 2013  | Canada     | Championnat du monde         | 8  | 1  | 2 | 3  | 0   | +4  | 5e place          |  |          |
| 2015  | Canada     | Championnat du monde         | 10 | 2  | 9 | 11 | 0   | +10 | Médaille d'or     |  |          |
| 2016  | Canada     | Championnat du monde         | 10 | 2  | 6 | 8  | 2   | +9  | Médaille d'or     |  |          |
| 2016  | Canada     | Coupe du monde               | 6  | 0  | 0 | 0  | 0   | -1  | Vainqueur         |  |          |
| 2017  | Canada     | Championnat du monde         | 10 | 6  | 3 | 9  | 0   | +1  | Médaille d'argent |  |          |
| 2018  | Canada     | Championnat du monde         | 10 | 4  | 0 | 4  | 2   | +5  | 4e place          |  |          |

## Trophées et honneurs personnels

### Ligue nationale de hockey
- 2013-2014 : remporte le trophée Lady Byng
- 2015-2016 : participe au 61e Match des étoiles de la LNH (1)
- 2018-2019 :
  - vainqueur de la coupe Stanley avec les Blues de Saint-Louis
  - participe au 64e Match des étoiles de la LNH (2)
  - remporte le trophée Conn-Smythe
  - remporte le trophée Frank-J.-Selke
- 2019-2020 : participe au 65e Match des étoiles de la LNH (3)